# 7228 MacGillivray
7228 MacGillivray este un asteroid din centura principală de asteroizi.

## Descriere
7228 MacGillivray este un asteroid din centura principală de asteroizi. A fost descoperit pe 15 aprilie 1985 la Stația Anderson Mesa de Edward L. G. Bowell. Asteroidul prezintă o orbită caracterizată de o semiaxă mare de 2,25 ua, o excentricitate de 0,10 și o înclinație de 4,4° în raport cu ecliptica.